# Краљевска палата Аранхуез
Краљевска палата Аранхуез (шп. Palacio Real de Aranjuez) је једна од званичних резиденција шпанске краљевске породице. Налази се у граду Аранхуез (Заједница Мадрид), у Шпанији. Основана у 16. веку као краљевски ловачки дом, палата је подигнута по налогу Филипа II. За време његове владавине постао је једно од четири сезонска седишта двора поред Раскафрије, Ел Ескоријала и Краљевског Алказара у Мадриду. Краљевско имање обухвата низ уређених и украшених вртова и шума у којима се налази обимна ботаничка збирка.
У палати је потписано неколико међународних уговора и неколико чланова краљевске породице је умрло у палати, укључујући: Елизабету Валоа 1568. године, Барбару од Португала 1758. године, Елизабет Фарнезе 1766. године, Марију Антонију од Напуља 1806. године, Марију Изабелу од Браганце 1818. и Марију Јозефу Амалију од Саксоније 1828. године.
Године 1931, за време Друге шпанске републике, краљевско имање је проглашено уметничким историјским спомеником и отворено за јавност. Од 1977. до 1983. године, палата је служила као државна кућа за госте. Палата, баште и пратеће зграде део су културног пејзажа Аранхуез, који је проглашен за УНЕСКО-ву светску баштину 2001. године. Тренутно се у њему налази музеј у приземљу, краљевске собе и баште су отворени за јавност, а управљање њиме поверено је јавној агенцији Националне баштине.

## Историја
У 12. веку Ред Сантијага је створио ексклузивни ловни резерват поред реке Тахо у близини њеног споја са реком Харамом.
Његова историја као краљевског места почела је у 16. веку, када је велемајстор реда Лоренцо I Суарез де Фигеро руководио изградњом великог ловачког дома дизајнираног за рекреацију чланова реда и њихових краљевских и племићких покровитеља. Данас је ово место отворени фестивалски парк.
Године 1523. Карлос I од Шпаније (Карло V Хабзбуршки) је преузео област, која је названа Краљевска шума и кућа Аранхуез, како би забављао своје госте током пролећне сезоне лова.
Године 1551. основао је ботаничку башту да би каталогизовао нове врсте биљака донете из Америке. Ова мисија није била сасвим успешна.
Филип II је постао свестан плодних ливада Аранхуеза и одредио да део земље северно од реке Тахо треба да буде посвећен гајењу поврћа и општој пољопривреди 1561.
На суседној парцели јужно од реке, краљ је започео изградњу прве палате, на истом месту где је и постојећа зграда. Филип је ангажовао услуге архитекте Хуана Баутисте де Толеда и касније Хуана де Ерере. Они су такође били одговорни за палату Краљевског манастира Сан Лоренцо. Локалитет је такође укључивао егзотичне животиње као што су камиле: око 10 - 1583. и око 40 - 1598.
После Филипове смрти 1598. године, радови су још били у току, а завршени су само краљевски станови, капела, јужна кула и део западне фасаде. Економска и политичка криза и пад краљевске куће Хабзбурга довели су до одустајања од пројекта.
Године 1700, први краљ Бурбона у Шпанији, Филип V, одлучио је да настави са радом, намеравајући да од Аранхуеза направи ривала великој палати Версај. Након тога, овај импозантни стил ће бити примењен на Краљевску палату Ла Гранха де Сан Илдефонсо. Филип V је додао нову северну кулу, завршио западну фасаду и дефинисао структуру која ће обликовати садашњу палату. Краљевских камила било је око 200, које су преживеле чак и окупацију палате од стране трупа надвојводе Аустрије, Карла VI, 1710. Нису држане у менажерији као у Версају, већ су пасле унаоколо или су биле запослене као теретне животиње. Бикови и егзотичне животиње су такође коришћени у краљевским забавама, као што је бацање у језеро Онтигола да би их убила краљевска мускета. Мало коришћена, палата је скоро уништена у пожару 1748. године.
Фернандо VI је обновио палату. Иако је и даље поштовала првобитне темеље, нова структура је требало да одражава преовлађујући каснобарокни стил и естетику 18. века, импозантног и разметљивог екстеријера који је сместио у низ раскошно опремљених просторија. Чувени певач Фаринели је режирао музичке забаве.
Зграда је углавном настала захваљујући Карлосу III у његовом реформском раду за главни град (понекад га називају градоначелником Мадрида) и модернизацији шпанске државе.
Архитекта модерне палате био је Италијан Франческо Сабатини. Дизајнирао је два западна крила, која обезбеђују да главна зграда затвара двориште, дефинишући тако три стране трга дворишта које гледа на оригинални улаз. Налази се на ушћу две реке. На једном крају овог комплекса налазила се капела, а супротна страна је била одређена за позориште, иако никада није завршена.
Декорација је у 18. и 19. веку обогаћена сликама разних уметника; у холовима је постављен намештај од тврдог дрвета и неколико колекција таписерија, сатова, лампи и скулптура. Многи од ових јединствених комада красе сале, одаје и просторе. Салон Порцелана је био омиљено уточиште Карлоса III.
Карлос III се тамо склонио од шпанске политике неко време након немира у Ескилачеу. Одабрао је Аранхуез за своју пролећну и летњу резиденцију у периоду историје када се Краљевски двор у пролеће селио из Мадрида и враћао се у престоницу тек у октобру.
Краљ је прихватио физиократију (рани облик економије у којој је богатство једне нације наводно лежало у њеном тлу и људима, а не у њеној ризници). Карлос, који је уживао у палати и њеном руралном окружењу, основао је  експерименталну фарму и поделио вртове палате на интимни и шири врт. Приређивао је раскошне журке и понекад пловио дуж реке Тахо у богато уметнички украшеним и позлатом осликаним пловилима.
Карлосов син, Карлос IV, и његова супруга Марија Лујза од Парме подигли су павиљон познат као Каса дел Лабрадор (сеоска кућа), који је данас отворен за јавност и представља важан пример европске неокласичне архитектуре.
Године 1807, Мануел Годој, миљеник Карлоса IV и шпанског премијера, покушао је да склопи мир са наполеонском Француском, али се суочио са противљењем побуњеног престолонаследника Фернанда (касније названог „краљ преступника“). Годој је тврдио да је краљевство безбедно од предстојеће Наполеонове инвазије због споразума које је омогућио. Године 1808, док је Годој био становник Аранхуеза (унутар палате Осуна), проширила се гласина о инвазији, што је резултирало гневном руљом коју су предводиле побуњеничке присталице Фернанда, које су га пронашле како се крије на тавану. Био је заробљен и касније прогнан. Као резултат успешне побуне Аранхуеза у марту те године, Палата престола је била сведок абдикације краља Карлоса IV у корист његовог сина Фернанда VII, који је и сам абдицирао у мају.
Септембра 1808. године, на свечаној церемонији одржаној у капели Краљевске палате Аранхуез пред монсињором Дон Хуаном де ла Вером, архиепископом Лаодикеје, званично је конституисана Врховна, централна Наполеонова хунта.
Након Бурбонске рестаурације, Алфонсо XII је одредио Краљевску палату Аранхуез за резиденцију племићког дома војвода од Монпензијеа. Његова млада била је ћерка те породице, Мерцедес од Орлеана. Године 1878. млада и њена пратња стигли су на церемонију из Мадрида на импозантну, али привремену железничку станицу изграђену у близини великог западног улаза у палату Аранхуез.
Ово је био последњи велики догађај који је одржан у Аранхуезу, пошто су Марија Кристина од Аустрије, друга супруга монарха, његов син Алфонсо XIII и његова супруга Викторија Еугенија од Батенберга, више волели Краљевску палату Ла Гранха де Сан Илдефонсо за своје краљевске празнике.

## Дизајн
Палата је средишњи део краљевског имања. На северу се налазе некадашње баште поврћа, сада пољопривредно земљиште испресецано геометријским „краљевским стазама“ које су сада отворене за јавност и углавном пешачке стазе. На истоку су три поплочана пута дуж којих је племство подигло породичне резиденције. На западу су  сеоске стазе, од којих је једна била краљевски приступни пут оивичен касарнама (сада руинираним). Најдаље од палате је отворени простор, Расо де Естрела, место првобитног ловачког дома, а сада фестивалско поље. Првобитна железничка станица је такође била овде, пре него што је измештена западније од садашње локације. Неки од некадашњих железничких коловоза - сада паркинг - такође су још увек видљиви. Непосредно испред палате је овални травњак окружен монументалним каменим клупама. У близини је станица туристичког мини-воза. На југу се налази Плаца де Парехас, отворено пешчано подручје окружено разним додацима палате.

### Плаца де Парехас
Јужно од палате је велики отворени трг познат као Plaza de las Parejas у вези са коњичким догађајима који су се тамо раније одржавали. На истоку је дефинисана двоспратном зградом у ренесансном стилу, која је била помоћни део палате - сада локални судови и пореске управе. На западу магацин, ходници за послугу и (после пожара) одвојена кухиња. Испред палате (касније хотела) налази се палата, намењена да буде резиденција Мануела Годоја.

### Структура
Цела грађевина је изграђена од црвене цигле са детаљима од белог кречњака.

### Ентеријер
Иза главног тела палате налази се унутрашње двориште око којег су распоређене различите сале. У оба угла се виде две мале куле надвишене куполама.
Предворје је украшено скулптурама, а на последњем спрату су три мермерне бисте у нишама које представљају Луја XIV, његову супругу Марију Терезу од Шпаније и њиховог сина Луја, Великог дофена. Ове бисте израдио је 1683. године француски вајар Антоан Козево. Присуство ова три француска лика у палати објашњава се везама шпанске краљевске породице Бурбон са француском монархијом.
У скоро свим халама налазе се сатови свих величина и карактеристика, јер је краљ Карлос IV био колекционар сатова и љубитељ хорологије.
У палати се налазе и салон чувара краљице, салон краљице Изабеле II, пријемна комора, музичка соба краљице, соба за билијар, пред-ораторијум краљице, ораторијум краљице, соба престола, краљичина канцеларија, соба порцелана, краљичина спаваћа соба, краљичин будоар, свечана трпезарија, краљева спаваћа соба, соба огледала, арапска соба, краљева канцеларија, краљева радна соба, кинеска соба, краљева стражарница.